# جاك ميلبورن
جاك ميلبورن (بالإنجليزية: Jack Milburn)‏ (18 مارس 1908 في المملكة المتحدة - 1 أغسطس 1979) هو لاعب كرة قدم بريطاني (وحمل سابقاً جنسية المملكة المتحدة لبريطانيا العظمى وأيرلندا) في مركز الدفاع. لعب مع برادفورد سيتي وليدز يونايتد ونورويتش سيتي.

## وصلات خارجية
- جاك ميلبورن على موقع قاعدة بيانات كرة القدم.إي يو (الإنجليزية)
- جاك ميلبورن على موقع Soccerbase.com (مدرب) (الإنجليزية)